# Coll dels Llops
El Coll dels llops és una collada situada a 1.067,3 m alt del terme comunal de Serrallonga, de la comarca del Vallespir, a la Catalunya del Nord. És a la zona central de la meitat sud del terme de Serrallonga, al nord de la Collada de Morenàs. En el seu vessant oest discorre el Còrrec del Coll dels Llops.